# أندرو تشب
أندرو تشب (بالإنجليزية: Andrew Chubb)‏ هو ملحن وعازف بيانو أسترالي، ولد في 1975.

## روابط خارجية
- أندرو تشب على موقع IMDb (الإنجليزية)